# Rozlîvî, Nîjnohirskîi
Rozlîvî (în ucraineană Розливи) este un sat în comuna Mîtrofanivka din raionul Nîjnohirskîi, Republica Autonomă Crimeea, Ucraina.

## Demografie
Componența lingvistică a localității Rozlîvî
     Tătară crimeeană (75,17%)
     Rusă (21,5%)
     Ucraineană (1,17%)
     Alte limbi (0,17%)
Conform recensământului din 2001, majoritatea populației localității Rozlîvî era vorbitoare de tătară crimeeană (75,17%), existând în minoritate și vorbitori de rusă (21,5%) și ucraineană (1,17%).